# Aguasay (município)

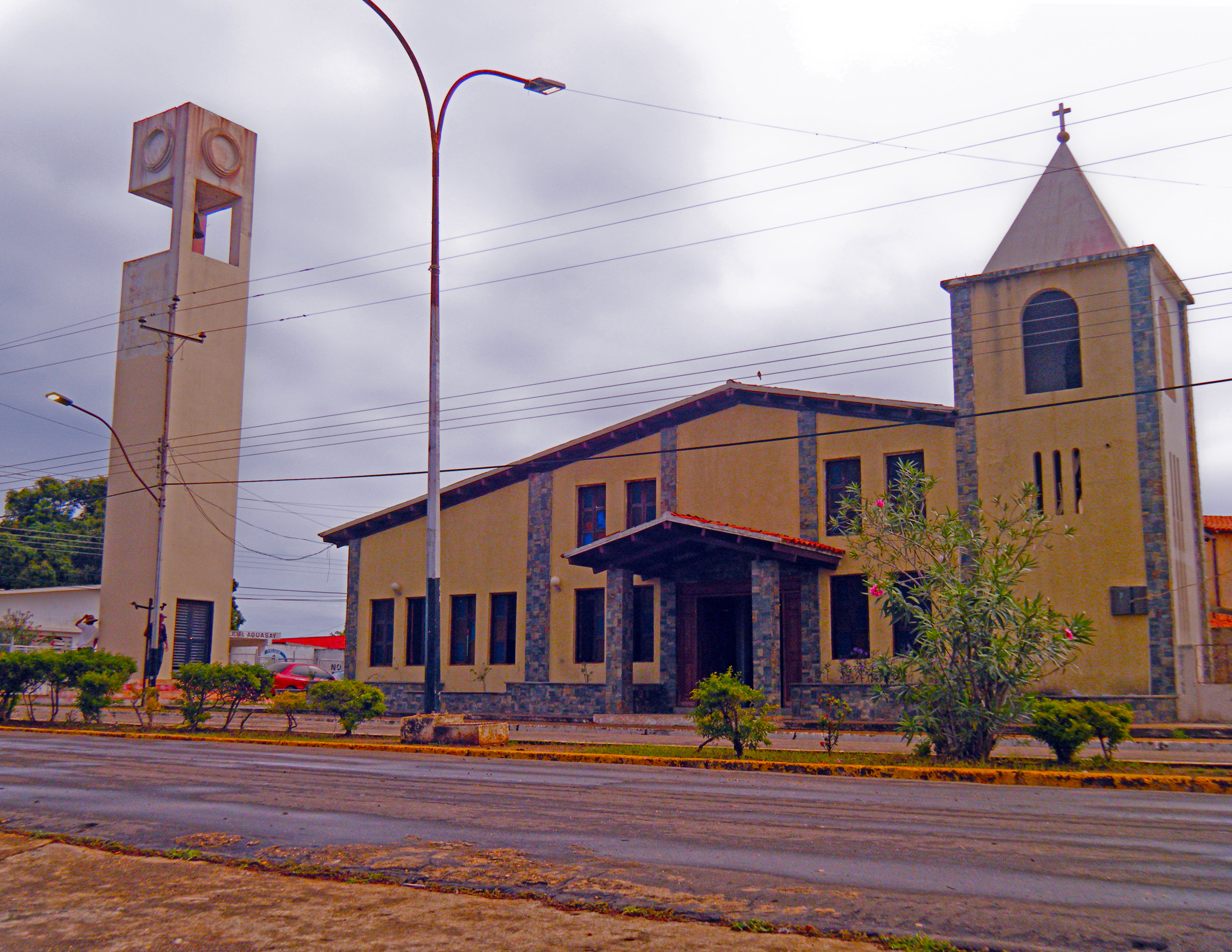
Aguasay

Aguasay é um município da Venezuela localizado no estado de Monagas.
A capital do município é a cidade de Aguasay.